# Lispe caesia
Lispe caesia este o specie de muște din genul Lispe, familia Muscidae, descrisă de Johann Wilhelm Meigen în anul 1826. Conform Catalogue of Life specia Lispe caesia nu are subspecii cunoscute.